# Diego Galeri
Diego Galeri (* 7. März 1968 in Brescia) ist ein italienischer Musiker.
Galeri ist Schlagzeuger und Gründungsmitglied der Rockband Timoria, mit der er elf Alben, eine EP und zahlreiche Singles, die auf italienischen und ausländischen Kompilationen zu finden sind, veröffentlichte.
Im Jahre 2002 – nach dem Beschluss Timorias, für unbestimmte Zeit zu pausieren – gründete er gemeinsam mit Illorca die Band Miura und veröffentlichte mit ihr 2005 das Album In Testa.